# Disloque en el presidio
 Disloque en el presidio es una película en blanco y negro de Argentina dirigida por Julio Saraceni según el guion de Abel Santa Cruz sobre el argumento de Rodolfo Siconolfi que se estrenó el 29 de abril de 1965 y que tuvo como protagonistas a Délfor, Raúl Rossi, Guido Gorgatti y  Jorge Porcel.

## Sinopsis
Dos bandas que están enfrentadas en una cárcel se unen bajo el mando de un hombre.

## Reparto
Intervinieron en el filme los siguientes intérpretes:
- Délfor …Délfor Garratutti
- Raúl Rossi …Ingeniero Bartolo Bertolotti
- Guido Gorgatti …Puente Alsina
- Jorge Porcel …Jacinto Zapata, "Bebelindo"
- Osvaldo Canónico …Mike Provolone
- Vicente La Russa …Ángel
- Carlos Serafino …Guardia
- Héctor Pascuali …Pompafúnebre
- Oscar Heredia
- Héctor Ferreyra
- Beto Cabrera
- Mario Sánchez…Carlos Beethoven
- Renée Oliver …Mujer de Délfor
- Zulma Grey …Mujer de Tristán
- Antonio Provitilo …Director
- Espartaco77
- Ana Venturi
- María Armand …Madre de Ángel
- Tristán …Tristán Carabina
- Betty Cossoy …Mujer de Puente Alsina
- Tina Francis …Novia de Provolone
- Silvio Soldán …Presentador
- Greta Williams
- Rocky Manteca
- Edmundo Sanders …Voz en off

## Comentarios
Antonio A. Salgado opinó en Tiempo de Cine:

”Disloque en el presidio se propone una meta difícil: la comicidad por el absurdo. El resultado es un desastre indigno de Abel Santa Cruz, de Saraceni y de la propia Revista Dislocada.”

King en El Mundo escribió:

”Un film que ni siquiera intenta escalar peldaños. Pero que ahí donde está, en el terreno de la más absoluta sencillez en la utilización de innumerables recursos, tan innumerables como trasegados tiene posibilidades de impacto reidero.”